# Jim Jansen
Jim Jansen (Amsterdam, 18 april 1971) is een Nederlands journalist en publicist. Hij is hoofdredacteur van de Nederlandstalige editie van het populairwetenschappelijke tijdschrift New Scientist. Daarnaast treedt hij op als dagvoorzitter op congressen en bijeenkomsten op het grensvlak van wetenschap, onderwijs, opvoeding, kunst en cultuur. Van 2007 tot 2014 was Jansen hoofdredacteur van Folia, het gratis weekblad voor studenten en medewerkers van de Universiteit van Amsterdam en de Hogeschool van Amsterdam. Namens dat blad maakte hij ook het programma Folia maakt Kennis, bij het lokale radiostation AmsterdamFM. Bij dit station heeft hij ook enkele jaren zitting genomen in het bestuur. 
Jim is een jongere broer van cabaretier Dolf Jansen.

## New Scientist
Jim Jansen is sinds 2014 hoofdredacteur van New Scientist. Daar is hij onder andere verantwoordelijk van de multimediale verbreding van het merk en is daarnaast uitgever van de boeken. Namens New Scientist is hij verantwoordelijk voor de wetenschappagina's die op zaterdag in Het Parool verschijnen. Jansen treedt daarnaast op als presentator van de eigen evenementen, waaronder het jaarlijkse Gala van de Wetenschap in de Stadsschouwburg Amsterdam. Tot slot is Jansen als hoofdredacteur regelmatig op radio en televisie om (wetenschappelijk) nieuws te duiden.

## Nederlandse Flipper Vereniging
Naast zijn werk als journalist is Jansen actief als woordvoerder van de Nederlandse Flipper Vereniging. In die hoedanigheid schreef hij het boek No balls no glory - twintig jaar pinball in de polder.